# Akhtarābād
Akhtarābād (persiska: اختر آباد, ظُلم آباد) är en ort i Iran.   Den ligger i provinsen Teheran, i den nordvästra delen av landet, 80 km väster om huvudstaden Teheran. Akhtarābād ligger 1 273 meter över havet och antalet invånare är 498.
Terrängen runt Akhtarābād är platt österut, men västerut är den kuperad.Runt Akhtarābād är det ganska glesbefolkat, med 27 invånare per kvadratkilometer. Närmaste större samhälle är Argheshābād, 19,8 km nordost om Akhtarābād. Trakten runt Akhtarābād består i huvudsak av gräsmarker.